# 尤素福·納達克哈尼
尤素福·納達克哈尼（1977年—）是一名伊朗基督教牧師，曾經因為從伊斯蘭教改信基督教被伊朗法院判處死刑，2012年9月改判叛教罪不成立而較輕的向穆斯林傳教罪成立，被判入獄三年。
納達克哈尼在穆斯林家庭出生，19歲時改變宗教信仰，皈依基督教，並在伊朗北部城市拉什特一個有400名伊朗基督徒的教會擔任牧師。
他在2009年被伊朗當局拘捕，次年被法院判處叛教（放棄伊斯蘭教信仰）罪名成立，被判死刑。該判決引起國際社會的強烈不滿，人權組織要求伊朗釋放他。伊朗國際人權運動（International Campaign for Human Rights in Iran）認為這次定罪是伊朗司法體系的「低谷」。
美國眾議院議長約翰·博納敦促伊朗免除納達克哈尼的死刑，並且無條件釋放他。國際特赦組織認為納達克哈尼是純粹因為宗教信仰被拘禁的良心犯，要求伊朗立即無條件釋放他。
納達克哈尼在審訊中拒絕放棄基督教信仰。
納達克哈尼的妻子在2010年也被伊朗當局拘捕，以叛教罪被判處無期徒刑，後來獲釋。納達克哈尼夫婦育有兩個兒子。
2011年10月，伊朗最高法院下令重審納達克哈尼的案件。
2012年2月，美國國務院對於有報道指伊朗的法院維持納達克哈尼的死刑判決表示深切關注，呼籲立即釋放他。2012年3月1日，美國眾議院通過決議，譴責伊朗政府迫害國內少數宗教的信徒，要求伊朗政府立即釋放納達克哈尼及其他因宗教信仰被拘留的人。
2012年9月8日，拉什特的法院改判納達克哈尼叛教罪不成立，但是向穆斯林傳教罪名成立，判處入獄3年，由於他已被囚禁約3年，所以隨即獲釋。刑期尚餘未服刑的數十日被法院准予緩刑。2012年12月25日，納達克哈尼再度被伊朗當局拘留，要他在監獄完成餘下刑期。
2013年1月7日，迫害監察組織「國際無聲者之友」（Christian Solidarity Worldwide）確認尤素福·納達克哈尼（Yousef Nadarkhani）於當地時間1月7日獲釋，一代表稱該機構並不清楚，當局為何在這位牧師未完成40天的服刑前，就決定釋放他。